# Ilio
Ilio (gr. Ίλιο) – miasto w Grecji, w administracji zdecentralizowanej Attyka, w regionie Attyka, w jednostce regionalnej Ateny-Sektor Zachodni. Siedziba i jedyna miejscowość gminy Ilio. W 2011 roku liczyło 84 793 mieszkańców. Położone w granicach Wielkich Aten.